# Curta
„Curta“ е механичен калкулатор създаден от Кърт Херцтарк. Дизайна на Curta произхожда пряко от Stepped reckoner и от Arithmometer показвайки стойностите на зъбци, които са добавени или допълнени от пристъпен барабанен механизъм. Те имат компактен дизайн: малък цилиндър който се побира в дланта на ръката.
„Curta“ е смятан за най-добрия преносим калкулатор до изместването му електронните калкулатори.

## История
Curta замислена от Кърт Herzstark през 1930 г. във Виена, Австрия. До 1938 г. той е подал ключов патент, покриващ допълващия пристъпен барабан, Deutsches Reichspatent (немски национален патент) No. 747073. Този единен барабан заменя многобройните барабани, обикновено около 10 на брой на съвременниците му и му позволи не само събиране, но изваждане чрез комплементна математика на деветки, по същество изваждане чрез прибавяне. Комплемента математика на деветки елиминира голямата механична сложност която се създава, при" заемане „по време на изваждане. Този барабан е ключът към малкия, ръчен механичен калкулатор който Curta ще стане.
Работата му върху джобния калкулатор спира през 1938 г., когато нацистите накарали него и компанията му да се концентрират върху производството на измервателните уреди и дистанционни датчици за германската армия.
Herzstark син на католическа майка и баща евреин, бил задържан през 1943 г. в крайна сметка отивайки в концентрационния лагер Бухенвалд. По ирония на съдбата именно в концентрационния лагер той е окуражен да продължи по-ранните си изследвания: "Докато бях в затвора вътре в Бухенвалд, след няколко дни заявих пред [хората] в производствения отдел за моите идеи. Главата на отдела, г-н Мюних каза: „Виж, Herzstark аз разбирам, че сте работили по нещо ново, малка изчислителна машина. Смятам, че мога да ви дам един съвет. Ние ще ви позволим да правите и чертаете всичко. Ако това е наистина си струва нещо, тогава ние ще го дадем на Фюрера като подарък, след като спечелим войната. След това разбира се ще бъдете признат за ариец.“ За мен това беше първият път в който си помислих, Боже мой ако направя това мога да удължа живота си. И тогава и там започнах да чертая Curta по начина, по който си го бях представял.“
Herzstark работи здраво за да превърне своето изобретение от знание как да се изгради на устройството по принцип, до работещо и възможно за производство устройство.
Планът за празнуване на ръководителят на отдел не се материализира, но инженерните планове на Herzstark успяват. Между 11 април 1945 г., когато Бухенвалд е освободен от войските на САЩ, и следващия ноември Herzstark е в състояние, след като прави няколко подобрения да намери една фабрика в Sommertal, близо до Ваймар, където работниците са квалифицирани достатъчно, за да работят на необходимото ниво на прецизност и успява да си тръгне с три работещи модела на калкулатора.
Съветските войски пристигнат през юли и Herzstark се страхува да не бъде изпратени в Русия, затова по-късно през същия месец той бяга в Австрия. Той започва да търси финансова подкрепа, като в същото време подаване продължаващите патенти, както и няколко допълнителни патенти, за да защити своята работа. Принцът на Лихтенщайн в крайна сметка показа интерес към производството на устройството, а скоро и на новоучреденото дружество, Contina AG Mauren (известен още като Contina Ltd Mauren), започва производство в Лихтенщайн.
Не минава много време преди финансовите поддръжници Herzstark мислейки, че са получили всичко необходимо от него се опитват да го изхвърлят чрез намаляване до нула на стойността на всички съществуващи акциите на компанията, включително и неговите. Това са същите хора, които по-рано решили Herzstark да не прехвърля патенти си към компанията, така че ако някой ги съди, Herzstark ще поеме вината, а не компанията, като по този начин се защитават за сметка Herzstark. Тази маневра сега имала обратен ефект: без патентните права, те не могли да произвеждат нищо. Herzstark е в състояние да преговаря за ново споразумение, и пари продължава да текът към него.
Curtas са разглеждани като най-добрите преносими калкулатори, докато те не са били изместени от електронните калкулатори през 1970 г. Herzstark продължава да прави пари от изобретението си до този момент, въпреки че подобно на много изобретатели преди него той не е сред тези, които се възползвали максимално от своето изобретение. Curta, обаче, продължава да живее и като много популярно събираемо, с хиляди машини работещи също толкова гладко сега както са го правели по време на тяхното производство преди 40, 50 или 60 години.
В 2016 г. Curta е проектиран, за да бъде произвеждан на 3D принтер. Сложните изчисления необходими за принтирането са отвъд възможностите на настоящите принтери и това означава, че машината трябва е много по-голяма с размерите на чаша за кафе.

## Цена
Curta тип I е продаван за $ 125 в по-късните години на производство, а вида II е бил продаван за $ 175. Докато само 3% от Curtas се връща в завода за гаранционен ремонт, малък но значителен брой купувачи връщат своите Curta на парчета, след като са се опитали да ги разглобят. Сглобяване на машината е по-трудно и изисква дълбоко познание за ориентацията и процеса на инсталация за да може, всяка част и скрепление, плюс специални помощни средства предназначени за задържане на парчета на място по време на монтажа. Също така много идентично изглеждащи части, всяка от които с малко по-различни размери, за която се изисква специален тест монтаж и подбор, както и специални инструменти, за да коригират отклонения. 
Машините имат висока стойност и се продават за 1.900 US $ като антики.

## Модели
Тип I Curta има осем цифри за въвеждане на данни (известни като „Настройващи плъзгачи“), шестцифрен оборотомер, и единадесет цифрен резултат брояч. Според рекламната литература, тя тежи само 8 унции (230 грама). Сериен номер 70154, произведен през 1969 г., тежи 245 грама (8,6 унции).
По-големия тип II Curta, въведен през 1954 г. има единадесет цифри за въвеждане на данни, с осем цифрен оборотомер, и петнадесет-цифрен резултат брояч. Той тежи 13.15 унции (373 грама), на базата на претегляне сериен номер 550973, представен в началото на 1966 г.
Около 140 000 Curta калкулатори са направени (80000 тип I и 60 000 Type II). Според Kurt Herzstark, последният Curta е бил произведен през 1972 г.

## Използване
Curta е бил популярен сред състезателите в спортни автомобилни ралита през 1960, 1970 и в 1980. Дори и след въвеждането на електронния калкулатор за други цели, те са били използвани във време-скорост-разстояние (TSD) ралита, за да помогне при изчисляване на времето между контролно-пропускателни пунктове, разстояния извън трасето и така нататък.
Състезателите, които използвали такива калкулатори често са били наричани „Curta-crankers“ от тези, които са били ограничени до хартия и молив, или които са използвали компютри свързани с колелата на автомобила.
Curta е предпочитан от търговски и общо авиационни пилоти преди появата на електронни калкулатори, заради прецизността и способността на потребителя да потвърди точността на неговите или нейните манипулации чрез оборотомера. Изчисления за тегло и баланс са критични за безопасен полет, точни резултати свободни от пилотска грешка са от съществено значение.

## Популярна култура
Curta играе роля в Pattern Recognition (2003 г.) на Уилям Гибсън, като интересна част от исторически изчислителни машини, както и важен търговски предмет.